# Gottfried von Raesfeld

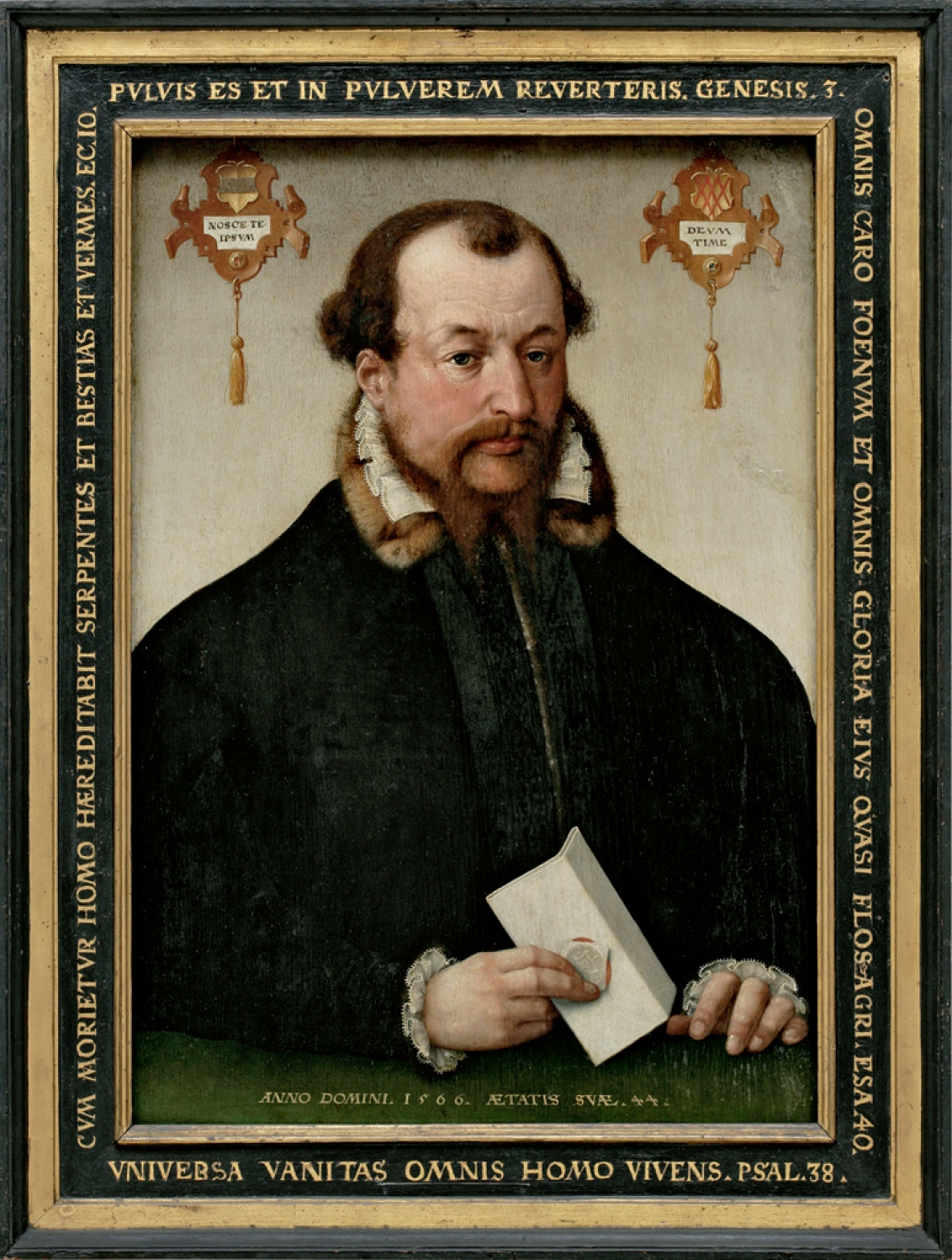
Gottfried von Raesfeld im Jahr 1566, gemalt von Hermann tom Ring

Gottfried von Raesfeld (* 28. August 1522; † 23. Oktober 1586) bzw. Goddert von Raesfeld (in dieser niederdeutschen Form pflegte er zu unterschreiben) war der bedeutendste Domdechant der nachreformatorischen Zeit bzw. der bedeutendste Geistliche des Münsterlandes der zweiten Hälfte des 16. Jahrhunderts. Für die Behauptung der katholischen Kirche im Hochstift Münster war sein Wirken entscheidend. Als sein Vermächtnis stiftete der Domherr das Jesuitenkolleg, aus dem viele Jahre später die Universität Münster hervorging.

## Leben

### Herkunft

Wappen derer von Raesfeld

Gottfried von Raesfeld entstammte dem westfälischen Adelsgeschlecht Raesfeld. Geboren wurde er 1522 auf Haus Hameren bei Billerbeck als sechster von neun Söhnen seiner seit 1506 verheirateten Eltern Arnd von Raesfeld zu Hameren (* 1479, † 1567) und Petronella von Merfeld zu Merfeld († 1534), die gemeinsam 20 Kinder hatten, von denen zwölf das Erwachsenenalter erreichten, darunter auch sein ältester Bruder Bernhard, Fürstbischof von Münster. Seine Brüder Heinrich, Arnd, Bitter und Dietrich Franz waren Domherren in Münster. Nachdem der Vater verwitwet war, hatte er bereits längere Zeit mit seiner Magd Adelheid Mensing zusammengelebt, ehe er sie 1555 heiratete, wodurch auch die sieben aus dieser Verbindung stammenden Kinder legitimiert wurden. (Möglicherweise waren auch Kinder aus einer Verbindung mit einer weiteren Magd namens Christine darunter; der erste Sohn nach Petronellas Tod wurde jedenfalls 1536 geboren.)

### Geistliche Laufbahn
Da Gottfried von Raesfeld nicht als Erbe des väterlichen Ritterguts Hameren vorgesehen war, schlug er wie sein ältester Bruder Bernhard und wie fünf weitere Brüder die geistliche Laufbahn ein. Gottfrieds Verwandte waren mächtige Herren: sein Großonkel Franz von Ketteler († 1547) war Fürstabt zu Corvey, der münsterische Bischof Wilhelm Ketteler, der 1553 bis 1557 Gottfrieds Bruder Bernhard von Raesfeld im Bischofsamt vorangegangen war, war ein Vetter seiner Mutter, genau wie Gotthard von Ketteler, der 1562 als Deutschordensmeister im Baltikum Protestant wurde und sich zum Herzog von Kurland ernannte.
Im Alter von 17 Jahren wurde Gottfried von Raesfeld am 14. Dezember 1539 in der Artistenfakultät der Universität zu Köln immatrikuliert. Schon 1541 war er Kanoniker am Mauritzstift bei Münster geworden, trat die Stelle aber 1552 seinem Bruder Bitter von Raesfeld ab, um dann 1557 seinem Bruder Bernhard im Amt des Propstes zu St. Mauritz zu folgen. Um 1546 erwarb er Domherrenstellen zu Paderborn und Münster. 1552 übernahm er die Wohnkurie seines Onkels, des Domherrn Goddert von Merfeld († 1552), dem er auch seinen Vornamen verdankte, am Domplatz in Münster. Aber anders als viele Verwandte war Gottfried ein entschiedener Verfechter der katholischen Sache. Die Erfahrung des Kriegs um das münsterische Täuferreich 1534/35 dürfte ihm eine skeptische Haltung zu religiösen Neuerungen vermittelt haben.
Die Kumulation von Pfründen war damals gängige Praxis und erlaubte Gottfried von Raesfeld die Anhäufung eines großen Vermögens, zumal ihm weitere Ämter auch weitere Einkünfte bescherten, so als Archidiakon zu Stadtlohn (als dortiger Nachfolger seines Bruders Bernhard, bestätigt 1555), wo er geistliche Aufsichtsrechte ausübte, und ab 1557 (als dortiger Nachfolger ebenfalls von Bernhard) als Propst von St. Mauritz und Domscholaster sowie Aufseher der Domschule zu Münster. Seit 1559 zusätzlich als Archidiakon zu Hoetmar und zu Lüdinghausen.

### Im Dienst des bischöflichen Bruders
Gottfried nahm als Domherr seit 1552 in immer stärkerem Maße Einfluss auf die fürstbischöfliche Politik. Nachdem sein Bruder Bernhard am 4. Dezember 1557 als Nachfolger Wilhelm Kettelers zum Fürstbischof von Münster gewählt worden war, ging Gottfried als Gesandter nach Wien, um die Regalien für seinen Bruder zu erwirken. In der Regierungszeit seines Bruders vertrat Gottfried von 1559 bis 1566 (und darüber hinaus, bis zu seinem Tod) das Hochstift Münster auf den Reichstagen zu Augsburg. Auf die Anweisungen, die der päpstliche Kardinallegat im Jahre 1566 den katholischen Reichsständen gab, scheint er besonderen Einfluss gehabt zu haben. Unter der Regierung von Bernhards zögerlichem Nachfolger Johann IV. von Hoya stieg Gottfrieds Bedeutung noch mehr. Gottfried gab dem Hochstift Münster nur eine politische Zukunft, wenn es katholisch und bei der alten Verfassung bliebe und nicht erst evangelisch, dann säkularisiert und in ein weltliches Fürstentum verwandelt würde. Nur katholisch konnte das Domkapitel und damit der eingesessene stiftsfähige Adel seine führende Rolle im Land behaupten. Was katholisch war, bedurfte neuer Definitionen. So hatte das Augsburger Interim 1548 den Zölibat gemildert. Auch Gottfried von Raesfeld hatte 1561 mindestens eine Tochter, Katharina (Trineken). Die meisten Domherren, vor allem die jüngeren, waren der evangelischen Lehre zugeneigt und lebten mit Frauen zusammen. Das Konzil von Trient hatte von 1545 bis 1563 festgelegt, was katholisch war, auch den Zölibat eingeschärft, und die Durchsetzung der Reformdekrete den Bischöfen aufgetragen und ihre Autorität gestärkt. Als Domscholaster leitete Gottfried die Domschule in diesem Sinne. Es existiert übrigens ein Schreiben von 1566 des Erzbischofs Friedrich von Köln an Gottfried, wegen der Annahme einer eventuell auf ihn fallenden Bischofswahl. Aber dieses Amt scheint Gottfried persönlich, sicher auch durch das Beispiel und wegen seines Bruders, der gerade erst bei der Resignation war, nicht in Betracht gezogen zu haben. Er sorgte jedoch dafür, dass auch andere Schlüsselstellungen im Bistum, wie die des Offizials, durch Vertrauensleute wie Everwin Droste besetzt wurden.

### Domdechant von Münster
Im Domkapitel zu Münster vermochte Gottfried 1569 ein Reformstatut durchzusetzen, das die Stellung des Domdechanten stärkte, der als Disziplinarvorgesetzter des Domklerus auch die Sitzungen des Domkapitels einzuberufen und zu leiten hatte. Das war umso wichtiger, als die aufeinanderfolgenden Fürstbischöfe Johann IV. von Hoya und Johann Wilhelm von Jülich-Kleve-Berg politisch zu schwach waren, um eine entschieden katholische Politik durchzusetzen. Als Gottfried am 19. Mai 1569 selbst zum Domdechanten gewählt wurde, kam ihm eine Schlüsselstellung zu, die er nutzte, um einerseits im münsterischen Archidiakonat Bocholt die reformatorisch gesinnten Pfarrer, Vikare und Lehrer abzusetzen und durch katholische zu ersetzen, und andererseits den Bischof Johann von Hoya zu einer Generalvisitation des Bistums zu drängen, die dann 1571–1573 erfolgte. Im Übrigen kamen auch Gottfried einige Male Gedanken an Resignation. Bereits im Sommer 1572 bittet er um Entlassung aus seinem Dekanat, nicht aus Leichtfertigkeit, aber die Arbeit falle viel zu beschwerlich aus, er habe nichts davon als Arbeit. Genau zwei Jahre später wiederholte er seine Klagen und kündigte an, resignieren zu wollen. Eine Resignation kam aber nicht zustande, er blieb Domdechant bis zu seinem Tod am 23. Oktober 1586. Vor allem suchte Gottfried die Wahl evangelisch gesinnter Bischöfe zu verhindern. Die Resignation des Johann Wilhelm von Jülich-Kleve-Berg, dem 1575 nach dem Tod seines älteren Bruders die Nachfolge im Herzogtum Jülich-Kleve-Berg zugefallen war, konnte Gottfried hinauszögern, bis der bei einer neu anstehenden Bischofswahl aussichtsreichste Kandidat, der lutherisch gesinnte Bischof von Osnabrück und Bremen, Heinrich von Sachsen-Lauenburg, 1585 einem Reitunfall erlag. Umgehend resignierte Bischof Johann Wilhelm, und der katholische Kurfürst von Köln, Ernst von Bayern, wurde zusätzlich zum Fürstbischof von Münster gewählt.

### Jesuitenkolleg in Münster
Als zweites Hauptziel hatte Gottfried die Etablierung der Jesuiten in Münster betrachtet. Seine Versuche, ihnen die Domschule zu übertragen, waren vergeblich geblieben, doch vererbte er ihnen ein Kapital von 12.000 Talern, um damit ein Jesuitenkolleg in Münster zu begründen, das dann 1588, zwei Jahre nach seinem Tod, auch entstand. Bald hatte die Schule über 1.000 Schüler, konnte eine Kirche und das Kolleggebäude errichten und es gelang innerhalb einer Generation, nicht zuletzt durch landesherrliche Förderung und Druck, Münster zu einer katholischen Stadt zu machen. Bei Ausbruch des Dreißigjährigen Krieges war das Münsterland wieder so weit katholisch, dass auch im Westfälischen Frieden 1648 dieser Bekenntnisstand festgeschrieben wurde.

### Amtmann zu Lüdinghausen

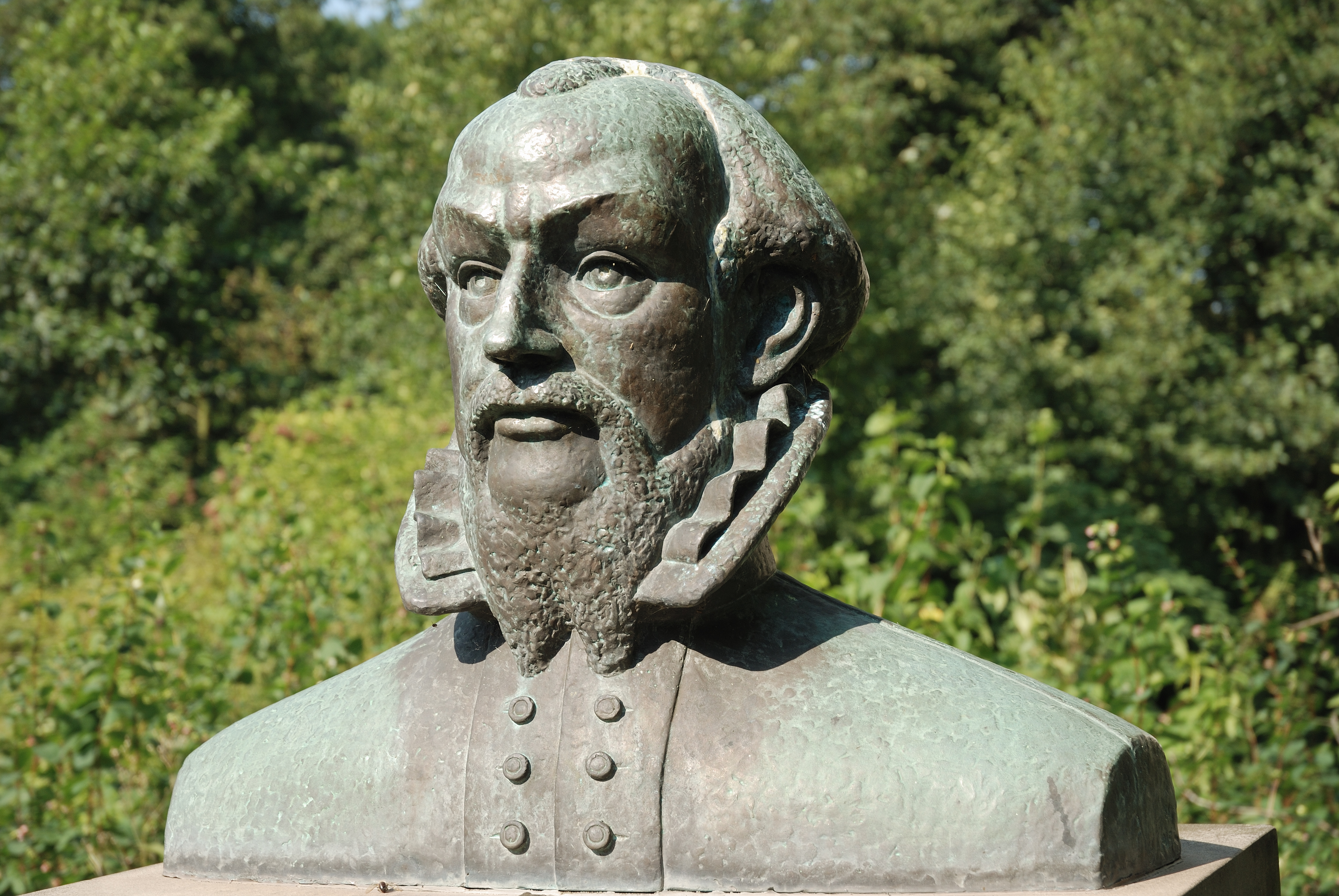
Büste des Gottfried von Raesfeld.
Die Skulptur befindet sich in der Nähe der Burg Lüdinghausen

Seit 1568 war Gottfried von Raesfeld nicht nur Archidiakon von Lüdinghausen, sondern auch Amtmann (Amtsherr) zu Lüdinghausen, des stets von einem münsterischen Domherren verwalteten Amtes. In Lüdinghausen hatte Gottfried um 1573/74 für 6.000 Taler das dortige Amtshaus (heute Burg Lüdinghausen) neu gebaut, das er später dem Domkapitel von Münster vererbte. Kurz vor seinem Tod gründete er 1586 in Lüdinghausen ein Armenhaus, dem er ein Kapital von 4.000 Talern vermachte. Auch gilt er als Gründer der Volksschule in Lüdinghausen. Zur Erinnerung steht heute in Lüdinghausen eine Büste, die Gottfried von Raesfeld darstellt.

### Weitere Hinterlassenschaft und Tod
Seine von ihm der Westfront des Domes zu Münster gegenüber neu gebaute Domkurie schenkte Gottfried von Raesfeld seinen Nachfolgern als Domdechanten. Die 1732–1736 barock modernisierte Domdechanei ist seit 1823 Bischöfliches Palais und Amtssitz des Bischofs. Dass Gottfried von Raesfelds Büchersammlung (rund 1.500 Bücher) zum Grundstock der Dombibliothek wurde, wo sich auch sein Bildnis von 1566 von Hermann tom Ring überlieferte, sicherte ebenso wie weitere Stiftungen sein Andenken. Der Bücherschatz des 1811 aufgehobenen Domkapitels kam 1823 zur Bibliothek im Gymnasium Paulinum in Münster. Das Hermann-tom-Ring-Gemälde befindet sich im LWL-Landesmuseum für Kunst und Kulturgeschichte in Münster. Gottfried von Raesfeld bat in seinem Testament um die Beisetzung im Dom zu Münster neben seinem Bruder, Bischof Bernhard von Raesfeld, was auch, einen Tag nachdem er am 23. Oktober 1586 verstorben war, so umgesetzt wurde.